# Підгорна (Можгинський район)
Підго́рна (рос. Подгорная) — присілок в Можгинському районі Удмуртії, Росія.
Урбаноніми:
- вулиці — Зарічна, Центральна

## Населення
Населення — 69 осіб (2010; 88 в 2002).
Національний склад станом на 2002 рік:
- удмурти — 93 %